# Большая Салчия
Большая Салчия (рум. Salcia Mare) — река в Молдавии, протекающая в границах Кагульского и Тараклийского районов, правый приток реки Ялпуг (бассейн Дуная). Является рекой второго порядка.

## Название
Гидроним имеет молдавское происхождение, и заимствует своё название от древесных растений семейства Ивовых, которые произрастают на берегах водоёмов в этой местности, и переводится как «Большая Ива».

## Описание
Река Большая Салчия берёт своё начало в лесном массиве из дождевого источника на высоте 239,79 м, который находится в 0,7 км южнее села Ясная поляна Кагульского района, откуда река формирует своё русло и следует по направлению с севера на юг до села Московей, где меняет направление на юго-восток и заканчивает течение возле северной окраины села Чумай, впадая в реку Ялпуг на высоте 3,57 м. В верхнем течении русло реки естественное, ниже села Дойна — зарегулировано путём спрямления и углубления. Речной сток регулируется каскадом из трёх прудов, расположенных в верхнем течении.
В верхнем течении река протекает через сёла: Дойна, Хулубоая, среднем течении: Татарешты, Букурия, Трифештий Ной, Московей, Дерменджи, Карбалия, Будэй, Мусаиту, нижнем течении: Виноградовка, Чумай.
Долина реки в верхнем течении неглубокая, слабо выражена и имеет форму круга. В среднем и нижнем течении долина приобретает широкую, хорошо выраженную трапециевидную форму. В 2,5 км вниз по течению, долина реки используется для выращивания сельскохозяйственных зерновых культур.
Склоны крутые, высотой от 100 до 240 м. Ширина между их краями от 1,3 до 3,7 км, между подошвами от 140 м до 1,1 км. В верховьях реки левый склон покрыт травой и кустарником, правый — травой и смешанным лесом. Берега реки изрезаны сетью яров и оврагов. В верхнем течении пойма реки двусторонняя, симметричная, а в среднем течении — асимметричная, сухая. В среднем и нижнем течении засажена фруктовыми деревьями, сельскохозяйственными зерновыми культурами, виноградниками, частично занята хозяйственными постройками.
Русло реки илистое, шириной от 0,4 до 2,0 м, в пойменной части от 1,2 до 32 м, средняя глубина реки 0,13 м, максимальна — 0,24 м. Берега с глиняным субстратом, высотой от 0,1 до 2,0 м. Течение относительно ленивое, скорость воды от 0,41 до 0,07 м/с. На некоторых участках русла, где река покрыта водной растительностью, вода застаивается. Максимальные уровни воды и связанные с ними разливы в реке наблюдаются в период весеннего таяния снега, а также после выпадения ливневых осадков в летний период, что может вызывать затопление значительных территорий.
Постоянным источником питания реки считается родник на высоте 162,42 м, который находится в 650 м юго-западнее села Дойна. Географические координаты: 46°5’59,24" с. ш. и 28°19’15,74" в. д..

## Морфометрические и морфографические характеристики
- длина основного русла 48,7 км[1];
- длина бассейна 51,4 км[1];
- площадь бассейна 582,6 км²[1];
- падение 236,22 м, средний уклон составляет 3,3 м/км (0,0033 %)[1];
- извилистость реки 1,109[1];
- плотность гидрографической сети 0,85 км/км²[1];
- доля озёр 0,433 %[1];
- доля лесов 9,776 %[1].

## Водосборный бассейн реки
Правые притоки
- Лучешть. Устье Устье находится в 300 м западнее северной окраины села Букурия, на высоте 71,5 м[1];

Левые притоки
- Малая Салчия. Устье находится в 900 метрах северо-восточнее села Дерменджи, на высоте 36,15 м[1].
- Салчия. Устье находится в 600 метрах юго-восточнее села Виноградовка, на высоте 13,26 м[1];

## Устье реки
Река Большая Салчия впадает в реку Ялпуг на высоте 3,57 м. Устье находится в 500 метрах на запад от северной окраины села Чумай.

## Экологическое состояние реки
| Гидрохимические показатели качества | 2021  | 2021  | 2021  |
| Гидрохимические показатели качества | 15.08 | 16.11 | 22.12 |
| БПК5                                |       | IV    |       |
| ХПК                                 |       | IV    |       |
| Na++K+                              |       |       |       |
| Аммонийный азот                     |       |       |       |
| Нитритный азот                      |       |       |       |
| Общий фосфор                        | IV    |       |       |
| Жесткость                           | III   |       | III   |
| Минеральный фосфор                  |       |       |       |
| Минерализация                       | IV    | IV    | III   |
| Растворенный кислород               | III   |       |       |
| Ортофосфаты                         | III   |       |       |
| Железо                              |       |       | III   |

Основное антропогенное воздействие на состояние реки оказывает хозяйственная деятельность жителей населённых пунктов расположенных вдоль реки и её притоков — Лучешть, Малая Салчия, Салчия, вследствие отсутствия станций по очистке сточных вод.
К природным факторам воздействия на качественные параметры реки относятся интенсивные ливневые осадки, в результате которых интенсификуются процессы смыва с поверхности водосборов твёрдых частиц, химических веществ, используемых в сельском хозяйстве, а так же бытового мусора.
В 2021 году с целью определения гидрохимических показателей качества воды в реке Большая Салчия были проведены лабораторные исследования, по результатам которых установлены классы качества поверхностных вод. Качество воды в реке отнесено к IV классу качества (загрязнённая).